# Lassus (Hamoir)
Lassus appelé aussi Hamoir-Lassus est un hameau de la commune belge de Hamoir en province de Liège. 
Avant la fusion des communes, le hameau faisait déjà partie de la commune de Hamoir.

Lassus se situe en rive droite de l'Ourthe en amont du village de Hamoir. Le hameau se compose d'un château, d'une chapelle, de deux fermes, d'un étang et d'une demi-douzaine de maisons.
L'Allée des Marronniers menant au château est reprise sur la liste du patrimoine immobilier classé de Hamoir.
Venant de Hamoir, les sentiers de grande randonnée GR 57 et GR 576 traversent le hameau en direction de Sy.